# Project Arts Centre

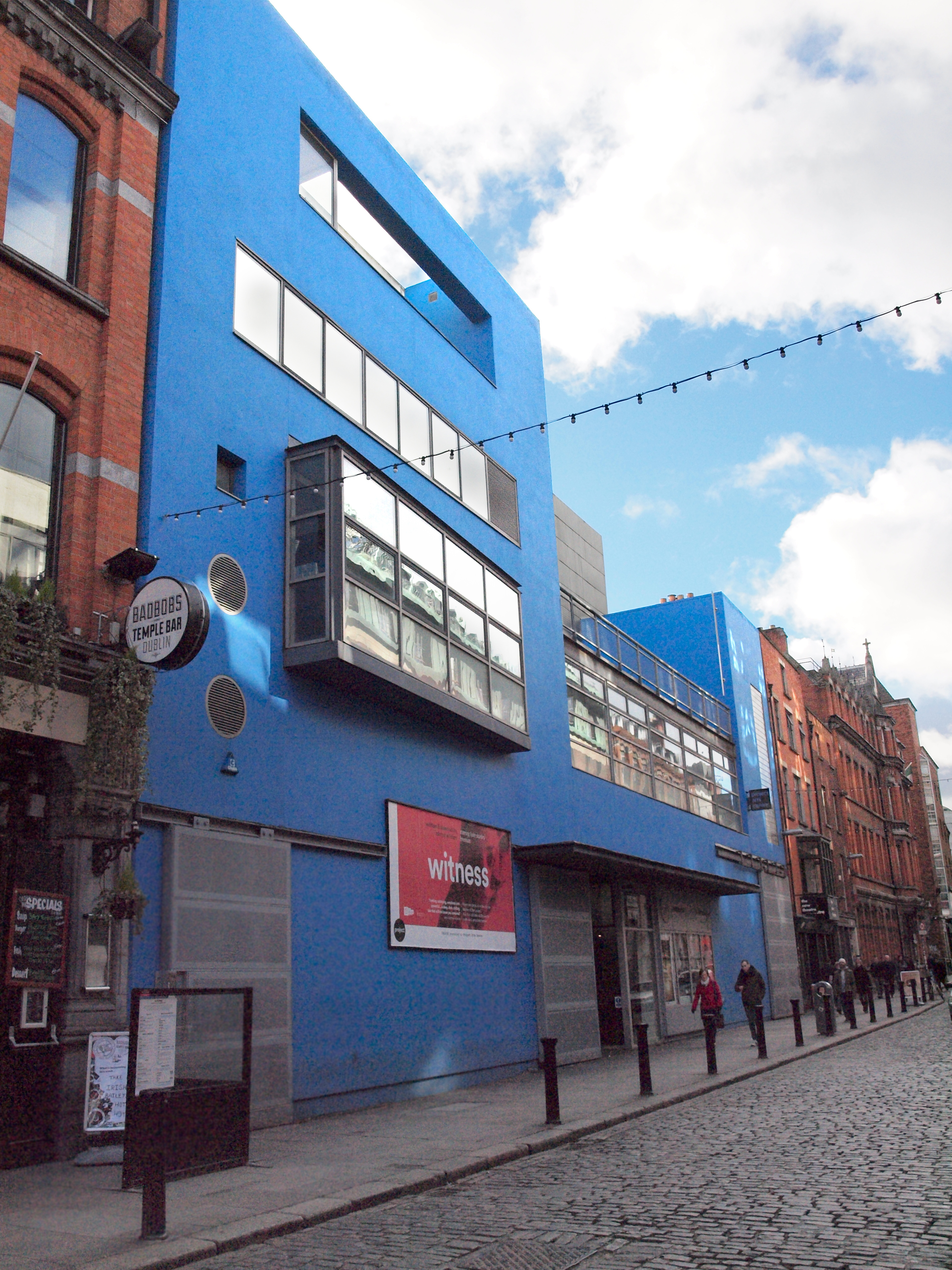
Project Arts Centre.

El Project Arts Centre (Centro Proyecto Artes) es un recinto de alta tecnología para arte visual y representaciones ubicado en Temple Bar en Dublín.
Fundado en 1967 después de un exitoso festival de tres semanas en el Teatro Gate en 1966, el Project Arts Centre tuvo diferentes emplazamientos antes de abrir en una fábrica reconvertida de la calle East Essex en 1975. Este edificio fue demolido en 1998 y se construyó uno nuevo que contenía dos auditorios, una galería y un bar, inaugurados en el mismo lugar en 2000. El Project ha resultado controvertido frecuentemente y ha tenido problemas internos pero a través de toda su historia ha jugado un papel importante en las artes escénicas irlandesas. Una de las compañías asociada durante mucho tiempo con el Project es la Rough Magic Theatre.